# Eurocopter Dauphin
De Eurocopter Dauphin is een middengewicht multi-inzetbaar tweemotorige helikopter, gebouwd door Eurocopter (eigenlijk door Aérospatiale)
De Dauphin is een van Eurocopters meest succesvolle ontwerpen en wordt overal ter wereld gebruikt, voor vele doeleinden: zaken- en offshoretransport, politie, media, reddingsdiensten en SAR.
De militaire versie van de Dauphin is de Eurocopter Panther. De Dauphin wordt ook gebruikt door de United States Coast Guard, aangeduid als HH-65 Dolphin.
De Dauphin wordt ook in China gebouwd onder licentie als Z-9 door Harbin Aircraft Manufacturing Corporation.
Een van de opvallendste uiterlijke kenmerken is de Fenestron staartrotor, een andere (voor helikopters) opvallende eigenschap is de aanwezigheid van een automatische piloot.

## Geschiedenis en varianten
De eenmotorige SA 360 Dauphin en de tweemotorige SA 365C Dauphin 2 werden ontwikkeld door Aérospatiale als vervanging van de Alouette III.
(Wat betreft de benaming van de verschillende varianten dient opgemerkt te worden dat tot januari 1990 de AS365 modellen werden aangeduid als SA 365)

### SA 360
Het eerste prototype van de SA 360 vloog op 2 juni 1972, en had een 730 kW Turboméca Astazou XVI turboshaft motor. Na 180 testvluchten werd de motor vervangen voor een krachtigere 785 kW Astazou XVIIIA. Om trillingen en grond resonantie te voorkomen werden er gewichten aan de uiteinden van de rotorbladen aangebracht.
Het eerste productietoestel, de SA 360 C, vloog voor het eerst in april 1975.

### SA 361
Deze versie van de SA 360 werd ontwikkeld voor zogenaamde "hot and high" omstandigheden en was een krachtigere variant met verbeterde prestaties en een groter laadvermogen. De SA 361 is nooit in productie genomen, al zijn er wel enkele prototypes gebouwd.
Er werden ook prototypes gebouwd van een militaire variant van de SA 361, de SA 361 H (uitgerust met maximaal acht HOT antitankraketten). Dit toestel werd evenzo niet in productie genomen.

### SA 365C
Deze tweemotorige versie van de Dauphin, Dauphin 2 genaamd, werd begin 1973 aangekondigd. De eerste vlucht vond plaats op 24 januari 1975, en de leveringen begonnen in december 1978.
In vergelijking tot het eerdere model heeft de SA 365 C twee Arriel turboshafts met nieuwe motorbehuizing, een Starlex hoofdrotor hub en een hoger maximum opstijg gewicht.
De productie van zowel de SA 360 als de SA 365 C stopte in 1981, toen er ongeveer 40 SA 360's en 50 SA 365 C's waren gebouwd. Beide types werden opgevolgd door de SA 365 N. Deze werd later gemoderniseerd tot AS 365 N1, met een verbeterde motor en een composiet Fenestron.

### AS 365N
Dit is een sterk verbeterde versie van de SA 365C Dauphin 2 waarvan het eerste prototype vloog op 31 maart 1979. De eerste toestellen werden afgeleverd in 1982.
Deze versie introduceerde de krachtigere Arriel 1 C turboshafts, vergrote staartvlakken, verbeterde transmissie, hoofdrotor, rotor mast behuizing en een intrekbaar driewielig onderstel.

### AS 365N1/N2
Deze versie introduceerde de verbeterde Arriel 1C2 turboshafts, verbeterde transmissie, vergroot maximum opstijg gewicht, herontworpen cabinedeuren en een herzien interieur.
Levering van deze versie begon in 1990

### AS 365N3
(Deze versie is op het moment in productie)
Deze versie werd ontworpen voor zogenaamde "hot and high" omstandigheden en heeft Arriel 2C turboshafts met volautomatisch digitale elektronische controle (FADEC). Leveringen begonnen in december 1998.

### AS365N4
Deze versie ging nooit onder deze naam in productie, maar als Eurocopter EC155

### EC 155B1
(Deze versie is momenteel in productie)
Deze versie zou eigenlijk de N3 opvolgen als AS 365 N4, en was ook aangekondigd op Parijse luchtvaartshow van 1997 voordat hij werd omgedoopt tot EC 155B
Net als de N3 versie heeft het toestel twee Arriel 2C turboshafts met FADEC en een vijfbladige Spheriflex hoofdrotor (met de rotorkop van de Dauphin Grand Vitesse). Hij heeft ook een 40% grotere hoofdcabine, bereikt door bol staande deuren.
De eerste vlucht van het prototype was op 17 juni 1997.

### HH-65A Dolphin
De SA 366 G1 Dauphin werd geselecteerd door de United States Coast Guard (USCG) begin jaren 80 als nieuwe reddingshelikopter voor op zee, en kreeg de aanduiding HH-65 Dolphin. In totaal werden 99 helikopters, aangepast naar de wensen van de USCG, aangeschaft.
Om te kunnen voldoen aan regels voor local content, wat inhoudt dat er Amerikaanse onderdelen in moeten zitten, werden er enkel aanpassingen gedaan. De belangrijkste was het vervangen van de originele Turboméca motoren voor Allied-Signal LTS-101-750B-2 motoren. Helaas waren er veel problemen met deze motor, wat leidde tot meerde in-vlucht vermogensverliezen. Daarom besloot de USCG de Allied-Signal motoren te vervangen door (ironisch) Arriel 2C2 motoren van Turboméca. Het ombouwen begon in 2004, en gaat door gedurende 2006 en heeft geresulteerd in een veiliger en betrouwbaarder toestel.
De HH-65's met nieuwe motoren worden aangeduid met HH-65C.

### Militaire versies
Zie ook Eurocopter Panther
- AS 365 F: Maritieme versie
- AS 365 F1: Maritieme versie
- AS 365 K: militaire versie van de AS 365N2
- AS 365 M: militaire versie van de AS 365N2

Militaire AS 365 N's worden aangeduid als AS565 Panthers en zijn verkrijgbaar in de volgende versies:
- AS 565 UA/UB: utility versies
- AS 565 AA/AB: Aanvalsversies
- AS 565 MA/MB: maritieme search & rescue versies
- AS 565 SA/SB: ASW (Anti Submarine Warfare) versies.